# Jitka Janíková
Jitka Janíková (* 8. července 1963, Třebíč, rodným jménem Jitka Vejtasová) je česká textilní výtvarnice a ilustrátorka.

## Biografie
Jitka Janíková se narodila v roce 1963 v Třebíči. V roce 1982 absolvovala SPŠ textilní v Brně, pracovala v ateliéru Karla Veleby. Ve druhé polovině 80. let absolvovala Školu výtvarného myšlení Igora Zhoře. Po absolvování SPŠ textilní se vrátila do Třebíče, kde nastoupila na pozici výtvarné pedagožky na Základní umělecké škole v Třebíči.
Od počátku se věnovala textilnímu výtvarnictví, po návratu do Třebíče se věnovala kresbě a technice suché jehly. Ve sborníku Ladění v roce 1985 poprvé ilustrovala báseň Josefa Novotného, následně pak ilustrovala básnickou sbírku Evy Leinweberové-Lopourové a pak opět černobíle ilustrovala básnickou sbírku Lydie Romanské. V roce 1997 opět ilustrovala černobílou kresbou básnickou sbírku Petra Tureckého. Po roce 1997 se pak začal věnovat malbě prašným pastelem, kterou ji vyučoval Ladislav Novák. Věnovala se pod jeho vedením kresbě suchým pastelem pomocí prstů ruky. Po počátku 21. století se začala věnovat i malbě olejovými barvami a malbě na hedvábí. Věnovala se také malbě na kameny.
Je členkou Sdružení výtvarných umělců Vysočiny.

## Výstavy
- 1990 – „Kaple“ v Hasskově ulici, Třebíč
- 1996 – Zadní synagoga, Třebíč, s Ladislavem Novákem
- 1998 – Zadní synagoga, Třebíč
- 2000 – Výstava pro Ladislava Nováka, Malovaný dům, Třebíč
- 2009 – Travellers hostel, Třebíč, s Pavlem Hlaváčem
- 2012 – Divadlo Pasáž, Třebíč
- 2015 – Galerie Ladislava Nováka, Třebíč
- 2016 – Kavárna Salsa, Třebíč
- 2017 – Zhořování, Bystřice pod Pernštejnem